# Archaeopria pelor
Archaeopria pelor är en stekelart som beskrevs av Naumann 1988. Archaeopria pelor ingår i släktet Archaeopria och familjen hyllhornsteklar. Inga underarter finns listade.